# 페르 오스카르손

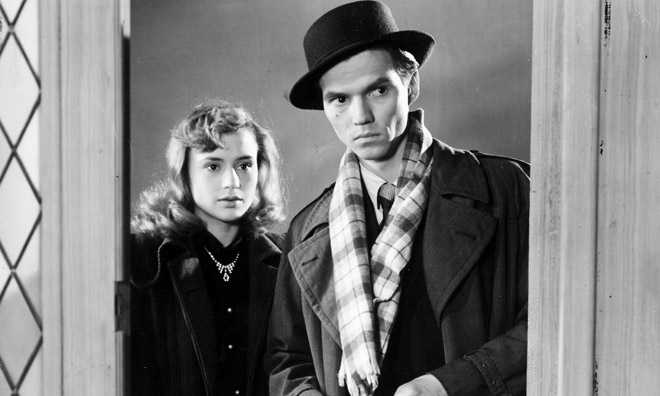

페르 오스카르손(Per Oscarsson, 1927년 1월 28일 ~ 2010년 12월 31일)은 스웨덴의 배우, 각본가, 영화 프로듀서, 영화 감독이다.
스톡홀름에서 태어났으며 스카라에서 사망하였다.

## 영화
- 더 콰이어트 게임 (2011년)
- 밀레니엄 : 제3부 벌집을 발로 찬 소녀 (2009년) - 홀거 팜그렌(uncredited) 역
- 밀레니엄 : 제2부 불을 가지고 노는 소녀 (2009년) - 홀거 팜그렌 역
- 영 언더슨 (2005년)
- 미드써머 (2003년) - 페르손 역
- 센드 모어 캔디 (2001년)
- 라스트 바이킹 (1997년)
- 크로스 마이 하트 앤 홉 투 다이 (1994년)
- 산적의 딸 로냐 (1984년)
- 피카소의 모험 (1978년)
- 테러 오브 프랑켄슈타인 (1977년)
- 사자왕 형제의 모험 (1977년)
- 어싸인먼트 (1977년)
- 끝없는 밤 (1972년)
- 뉴 랜드 (1972년)
- 러브 이즈 워 (1970년)
- 마지막 계곡 (1970년)
- 벌집 (1969년)
- 누가 그의 죽음을 보았는가 (1968년)
- 기아 (1966년)
- 눈 와인 (1966년)